# 논산 관촉사 배례석
논산 관촉사 배례석(論山灌燭寺 拜禮石)은 대한민국 충청남도 논산시 관촉사 석등에서 약 10m 동쪽으로 떨어진 화단 안에 있는 것으로, 절을 찾은 불자들이 부처님께 합장하고 예를 갖추는 장소로 사용되는 석물이다. 1976년 1월 8일 충청남도의 유형문화재 제53호로 지정되었다.

## 개요
관촉사 석등에서 약 10m 동쪽으로 떨어진 화단안에 있는 것으로, 절을 찾은 불자들이 부처님께 합장하고 예를 갖추는 장소로 사용된다.
직사각형의 받침돌 형태로, 옆면에는 안상(眼象)을 옅게 새긴 후 그 안에 고사리 무늬 같은 버섯구름 모양을 새겨 넣었다. 윗면에는 가운데 커다란 연꽃을 중심으로 좌우에 그보다 약간 작은 연꽃 두 송이와 2개의 연줄기를 조각하였다.
조각이 정교하고 장중한 맛이 풍기며, 오랜 세월이 흘렀음에도 원형을 잘 보존하고 있는 우수한 작품으로, 고려시대에 만들어진 것으로 추정된다.

## 현지 안내문
부처님께 예(禮)를 올리던 곳에 놓은 직사각형의 받침돌(臺石)로 바닥에서 2단의 직각 괴임을 새기고, 그 사방의 면석(面石)에는 안상(眼象)을 새겼다. 윗면에는 가운데 커다란 연꽃을 중심으로 좌우에 그보다 작은 연꽃 두 송이를 돋을 새김 하였다. 연꽃은 단판(單瓣) 8엽(葉)이며 중앙에는 커다란 둥근 자리(圓座)가 있고, 그 안에는 가운데 1개와 그 주위에 8개의 자방(子房)이 연주문(蓮珠文)처럼 돌려져 있는데 음각(陰刻)으로 새겼다. 연꽃의 잎 끝이 뾰죽하며 그 사에에 다시 중판(重瓣)의 연꽃잎을 뾰죽하게 돋을 새김하였다. 제작연대에 대한 이설(異說)이 많으나 제작기법으로 보아 관촉사 석조미륵보살입상과 같은 시대에 만들어진 것으로 생각된다.

## 참고 자료
- 관촉사배례석 - 국가유산청 국가유산포털